# Patrick Delage
Pour les articles homonymes, voir Delage.
 (janvier 2015).
Patrick Delage, né le 5 janvier 1967 à Désertines (Allier), est un réalisateur et directeur d'animation français, ayant participé à de nombreux longs métrages d'animation.
Diplômé de l'École supérieure des arts appliqués Duperré et de l'École d'animation du cft Gobelins, il effectue ses premières armes pour la société Gaumont sur le film Astérix et le Coup du menhir en tant qu'intervalliste.
Par la suite  il travaille de janvier 1990 à fin 2003 pour la société Walt Disney Feature Animation, en tant qu’animateur traditionnel entre Paris et Los Angeles. À partir de 2003 il se consacre essentiellement aux films d’animations assistés par ordinateur(CGI). Il collabore aux studios de Mac Guff, Pixar, Mikros et Illumination Studios Paris.

## Filmographie

### Réalisateur
- 2024 : Coréalisateur du film Mins 3 de Pierre Coffin
- 2024 : Coréalisateur du Short de Pierre Coffin Sequence minions ouverture des Jeux Olympiques
- 2021 : Coréalisateur du Film Despicable me 4, avec Chris Renaud
- 2014 : Réalisateur du court-métrage Lune et le loup, avec Toma Leroux
- 2006 : Réalisateur du spécial TV 25 min de Pat et Stanley avec Pierre Coffin Le Trésor de Pit et Mortimer pour la société Mac Guff

### Animateur - Directeur animation
Mac Guff illumination Universal
- 2018 - 2021 : Tous en scène 2  (Director animation).
- 2017 - 2018 : Comme des bêtes 2  (Director animation).
- 2014 -2016 : Tous en scène  (Director animation).

M6 studio mikros film
- 2012 -2014 : Astérix : Le Domaine des dieux (Director animation).

Mac Guff illumination Universal
- 2011-2011 : Moi, moche et méchant 2 (consulting animation).
- 2008-2009 : Moi, moche et méchant (préproduction animation, postproduction)

Pathe
- 2010-2010 : Zarafa   (Sequences animations)

Pixar (cg features movies).
- 2007-2008 : WALL-E
- 2006-2007 : Ratatouille

```
McGuff
```

Directeur d'animation de la série télévisée de Pierre Coffin.
- 2004 : Pat et Stanley (saison 3)

```
Walt Disney
```

De 1994 a 2003 chargé d'animation Walt Disney feature animation (Walt Disney Animation France) :
- Le Livre de la jungle 2 (JungleBook2)
- Les Énigmes de l'Atlantide (Atlantis)
- Kuzco, l'empereur mégalo (The Emperor new Groove)
- Tarzan
- Hercule
- Le Bossu de Notre-Dame(the huntchback of Notre Dame)
- Goofy Movie
- La Bande à Picsou, le film : Le Trésor de la lampe perdue (assistant)

Courts métrages walt disney feature animation:
- La Petite Fille aux allumettes(the  little match girl)
- Lorenzo
- Runaway Brain
- Unicef

De 1990 à 1994 chargé d'animation Walt Disney TV (Walt Disney Animation France) :
- Bonkers
- Le Marsupilami (chargé d'animation: France) (1 épisode, 1993)
- Winnie l'ourson : Noël à l'unisson
- La Bande à Dingo
- Myster Mask

## Récompenses
Lune et le loup
- (Banjaluka Animation Film Festival  Bosnia and Herzegovina 2015) Award for the Best Children’s Animated Film

- (Balkanima Festival Belgrade Serbie) Award for the Best Children’s Animated Film

- (MONSTRA Festival de Animação de Lisboa  Portugal 2015) Award for the Best Children’s Animated Film

- (7e FESTIVAL DE CINEMA D'ANIMATION DE PONTARLIER France 2015) Prix du public

- (IndieLisboa 2015 Portugal 2015 ) Award for the Best Children’s Animated Film

- (25e FESTIVAL DU COURT MÉTRAGE POUR JEUNE PUBLIC de Stains France 2015)Prix du public

- Festival Ciné-Jeune de l'Aisne : Saint-Quentin  France 2015 )Prix du public

- (25th Animafest Zagreb Croatie 2015) Best children's film award  special mention

- ( Festival du Film Merveilleux Paris 2015) Award for the Best Animated Film

- ( AniFest ROZAFA 2015 Shkodra en Albanie ) Award for the Best Children’s Animated Film

- ( Geo Saizescu International Film Festival 2015 held in Ramnicu Valcea, Romaniac) Award for BEST ANIMATED SHORT FILMc

- (Film Festival of Animated Films, Visual Effects and Video Games Animayo 2016) Special Mention for Best Children Short Film

- (film festival  pour enfants 7 PETITS CAILLOUX.)  prix du jury scolaire

## VES 2022 Nominees pour Sing 2(tous en scene 2)
- Ressources relatives à l'audiovisuel :   - Allociné
  - Anime News Network
  - IMDb

http://www.studio-wasia.com/promofilms/LL/FrLL/ll-car.html